# Boris David
Boris David  (n. 10 mai 1929, Ismail, România – d. 1 septembrie 2015, București, România) a fost un inginer chimist și inventator român.

## Biografie
Boris David s-a născut în Basarabia, în orașul port la Dunăre, Ismail, la 10 mai 1929. În anul 1941, la 12 ani, aflat cu familia sub ocupație sovietică, scapă dintr-o coloană de deportați. În 1944, sunt nevoiți să se refugieze în diferite orașe din România: Călărași, Râmnicu Sărat, Beiuș, Oradea, la final în Cetatea Episcopală, unde, sub protecția episcopului de Oradea, familia este ferită de urmăririle Comisiilor mixte de repatriere.
A studiat la Liceul Emanuil Gojdu din Oradea. A urmat apoi la Universitatea Politehnică din Timișoara, Facultatea de Chimie Industrială, absolvind în anul 1954. A lucrat la Compania națională a Uraniului ca inginer chimist din 1954, unde s-a dedicat cercetărilor din domeniul metalelor rare și radioactive realizând câteva invenții și inovații (împreună cu un colectiv de cercetători) și numeroase lucrări de specialitate, comunicări științifice. A lucrat ca inginer chimist în prospecțiuni geologice în: Algeria (1972), Tanzania (1975) și Mozambic (1977-1978).
În paralel, a scris poezie și proză, publicând sub pseudonimul Daris Basarab.
A fost căsătorit cu Margareta Ana (născută Kruch) cu care a avut o fiică Cristina Paula Popescu.
S-a stins din viață la 1 septembrie 2015 la București.

## Creații
Creații literare
- Povod Arhivat în 21 ianuarie 2015, la Wayback Machine., Ed. Semne, București, 2004
- Ecvestra Arhivat în 21 ianuarie 2015, la Wayback Machine., Ed. CONPHYS, București, 2007
- Postume vii Arhivat în 19 ianuarie 2015, la Wayback Machine., Ed. Mușatinia, Roman, 2014
- Dor de ducă Arhivat în 21 ianuarie 2015, la Wayback Machine., Ed. Mușatinia, Roman, 2014
- Rugul creației - Nicolae Otto Kruch Arhivat în 4 martie 2016, la Wayback Machine., Ed. Mușatinia, Roman, 2014
- Primăvara sunetelor, Ed. Mușatinia, Roman, 2015

Inovații și invenții
- Ing. David Boris, Fiz. Nichita Irina, Teh. Indrei Maria. Analiza spectrogeochimică,  Certificat de Inovator Nr. 17/26.01.1963, TPEM, București RO.
- Ing. David Boris, Chim. Văcariu Vintilă Teodoru, Teh. Anghel Elena. Determinarea colorimetrică a uraniului din soluții de tributilfosfat. Certificat de Inovator Nr. 3/25.10.1972, MMPG, TMR, Bucuresti RO.
- Ing. Boris David , Ing. Gheorghe Filip, Chim. Vintilă Teodoru Văcariu și Cornel Eftimescu. Procedeu și instalație de extracție continuă a uraniului. Brevet de Inventator Nr. 60714/13.12.1974, București RO.
- Chim. Vintilă Teodoru Văcariu și Ing. Boris David . Procedeu de obținere a monocarbonatului de uranil. Brevet de Inventator Nr. 59085/07.01.1975, București RO.
- Dr. Ing. Ioan Niederkorn, Chim. Vintilă Teodoru Văcariu, Ing. Dan Georgescu, Ing. Carol Matyas, Ing. Boris David , Ing. Gheorghe Circo, Ing. Nicolae Frățilă, Chim. Rozalia Mathe, Ing. Ileana Iorga. Procedeu de valorificare complexă  a unor minereuri de metale rare. Brevet de Inventator Nr. 99378/20.11.1979, București RO.
- Ing. Boris David , Chim. Rozalia Mathe. Procedeu de extracție a elementelor radioactive și rare din soluții sulfurice complexe. Brevet de Inventator Nr. 77379/30.05.1981, București RO.
- Ing. David Boris, Chim. Mathe Rozalia. Procedeu pentru recuperarea din jarositul potasic a SO3, Fe2O3 și a K2SO4 ca atare, sau convertit în Na2SO4 și KOH. Brevet de Inventator Nr. 82155/22.12.1982, București RO.
- Ing. Filip Gheorghe, Ing. Bejenaru Constantin, Ing. David Boris, Dr. Ing. Tătaru Sever, Chim. Văcariu Vintilă Teodoru. Procedeu de recuperare a uraniului din ape reziduale uranifere. Brevet de Inventator Nr. 87604/25.03.1985[3], București RO.
- Ing. David Boris, Ing. Filip Gheorghe, Dr. Ing. Tătaru Sever, Ing. Vasile Constantin, Chim. Văcariu Vintilă Teodoru. Procedeu de eliminare și recuperare a uraniului din ape reziduale uranifere. Brevet de Inventator Nr. 118948 B1/30.04.2004, București RO. Medalia de Argint la Salonul Internațional de Inventică ECOINVENT 2005, Iași RO[4][5].

Publicații și comunicări

- V. Cocheci, B. David. Studiul asupra condițiilor optime de obținere a cărbunelui activ din coji de semințe de floarea soarelui. Comunicări Științifice și Tehnice. Institutul Politehnic Timișoara. Anul II, 1956.
- Ing. David Boris și Fiz. Irina Nichita. Aplicarea analizei spectrale de emisie în prospecțiunile geochimice. Revista Minelor, Vol. XIV, 8, 370-373, București 1963.
- V. Patriciu, M. Olteneanu, N. Bonciocat, B. David. O nouă metodă pentru determinarea cantitativă și corelarea depunerilor de săruri de potasiu și magneziu.Revista Minelor, Vol. XV, 9, 455-459, București 1964.
- B. David. Metodă modernă de analiză a materiei prime minerale. Analiza Spectrală de Emisie. Revista Minelor, Vol. XVI, 4, 155-160, București 1965.
- B. David, Gh. Filip, S. Tătaru. Comportarea unor schimbători de ioni fabricați în RSR în condițiile hidrometalurgiei uraniului. Simpozionul privind Sinteza, analiza și utilizarea schimbătorilor de ioni. C.C. Victoria, 24-25 noiembrie 1967.
- V. Ianovici, I. Măldărăscu, B. David și Irina Bratosin. Quelques particularites concernant les teneurs en certains elements-traces dans les volcanites des Carpates Orientales. Revue Roumaine de Geologie. Tome 12, 1, 3-26, Bucharest 1968.
- C. Udrescu și B. David. Utilizarea lățimii liniilor spectrale la determinarea Litiului în roci. Metrologia Aplicată. Vol. 15, 2, 75-79, București 1968.
- B. David. Analiza Spectrală a Componenților Majori din Rocile Silicatice. Revista de chimie. Vol. 19, 9, 536-541, București 1968.
- Boris David, Mihai Olteneanu. Analize de laborator utilizate în practica geologică. Editura Tehnică. București 1968[6].
- B. David, Gh. Filip, S. Tătaru. Comportarea unor schimbători de ioni fabricați în țară în condițiile hidrometalurgiei Uraniului. (I) Revista Minelor, Vol. XIX, 1, 24-29, București 1968.
- B. David, Gh. Filip, S. Tătaru. Comportarea unor schimbători de ioni fabricați în țară în condițiile hidrometalurgiei Uraniului. (II) Revista Minelor, Vol. XIX, 4, 150-153, București 1968.
- B. David, Gh. Filip, V. Văcariu și S. Tătaru. Extracția Uraniului cu Tri-n-Butilfosfat. Revista de Chimie, Vol. 19, 8, 459-463, București 1968.
- S. Tătaru, Gh. Filip et B. David. L’adsorption de l’Uranium par les resines echangeuses d’ions en presence du Ferocyanure. Revue Roumaine de Chimie. Tome 13, 4, 429-436, Bucharest 1968.
- S. Tătaru, B. David et Gh. Filip. L’adsorption de l’Uranium par les resines echangeuses d’ions en presence du Permanganate. Revue Roumaine de Chimie. Tome 13, 6, 787-791, Bucharest 1968.
- Constanța Udrescu, B. David și Viorica Mândroiu. Determinarea rapidă a Sodiului și a Potasiului în roci, utilizând lățimea liniilor spectrale. Revista de Chimie, Vol. XX, 3, 243-249, București 1969.
- S. Tătaru, Gh. Filip și B. David. L’adsorption de l’Uranium par les resines echangeuses d’ions en presence du Chlorate et du Perchlorate. Revue Roumaine de Chimie. Tome 14, 5, 599-604, Bucharest 1969.
- B. David, V. Văcariu, Gh. Filip. Studiul reextracției Uraniului din soluții de Tributilfosfat. Consfătuirea Tehnico-Științifică „Posibilități de valorificare a minereurilor radioactive din RSR”. CNIT, CEN, MM, 8-9 mai 1969, București.
- V. Văcariu, B. David, Gh. Filip. Metode de control analitic a proceselor de purificare a Concentratelor Chimice de Uraniu. in hamacul din spatele curtii; Consfătuirea Tehnico-Științifică „Posibilități de valorificare a minereurilor radioactive din RSR”. CNIT, CEN, MM; 8-9 mai 1969, București.
- V. Văcariu, B. David, E. Anghel. Aplicații ale metodelor fizico-chimice de analiză în industria Uraniului. Conferința Republicană de Chimie-Fizică Generală și Aplicată. 1-4 septembrie 1970, București.
- S. Tătaru, B. David et Gh. Filip - L’adsorption de l’Uranium par les resines echangeuses d’ions en presence des anions SO4. Revue Roumaine de Chimie. Tome 16, 4, 625-630, Bucharest 1971.
- Dr. Ing. S. Tătaru, Ing. I. Niederkorn, Ing. E. Jude, Ing. B. David, Chim. A. Andronescu, Ing. S. Bojin. Tehnologia complexă de prelucrare a unor minereuri Uranifere cu caracteristici mineralogice diferite. CNIT, MMPG, CSEN. A II-a Consfătuire Tehnico-Științifică: Stadiul actual al cercetărilor în domeniul aplicării tehnicilor nucleare în prospectarea minereurilor radioactive, construcția de aparatură geofizică. Oraș Dr. Petru Groza, 14-16 octombrie 1971.
- B. David, S. Tătaru, V. Văcariu. Recovery of Uranium from Mine Waters. The 3rd Symposium on Ion Exchange. Hungarien Chemical Society, Budapest Balatonfüred, 1974.
- Tătaru S., Bojin S., Matyas C., David B., Anastase H., Balog A. Reducerea poluării radioactive la complexul de sortare a minereurilor de Uraniu. Simpozion „Probleme de radioprotecție la extracția și prelucrarea minereurilor radioactive”. MMPG, CMMN, Institutul de Cercetări și Proiectări pentru Minereuri și Metalurgie Neferoasă Baia Mare. Stâna de Vale, 8-9 octombrie 1981.
- B. David, Antoaneta Roman, Mariana Nina Oprea. O nouă metodă de dozare fluorimetrică a Uraniului Total din soluri și roci. Simpozion IMR, aprilie 1988, București.
- B. David, Raluca Pascal, Mariana Nina Oprea. Purificarea peroxidică a Concentratelor de Uraniu. Simpozion IMR, aprilie 1988, București.
- B. David, Antoaneta Roman, Mariana Nina Oprea. Dozarea fluorimetrică a Uraniului Total din soluri și roci. Al III-lea Congres de Chimie. Septembrie 1988, București.